# Akt wojny
Akt wojny – agresja jednego kraju przeciwko drugiemu bez oficjalnego wypowiedzenia wojny, jednak zamierzona, by rozpocząć wojnę bądź po to, by została zinterpretowana jako dostateczna przyczyna dla przejścia do stanu wojny.